# محطة شيرون هاريس للطاقة النووية
محطة شيرون هاريس للطاقة النووية هي محطة للطاقة النووية بها مفاعل نووي يعمل بالماء المضغوط.

## التسمية
سميت تكريما للرئيس السابق لشركة كارولينا باور آند لايت شيرون هاريس.

## الموقع
تقع المحطة في نيو هيل، بولاية كارولاينا الشمالية، بالولايات المتحدة، على بعد حوالي 20 ميل (30 كم) جنوب غرب مقاطعة رالي.

## نبذة
تولد المحطة 900 ميغاواط، وتحتوي على برج تبريد طبيعي بطول 523 قدم (160م)، حقق المفاعل أهمية كبيرة في يناير 1987 وبدأ توفير الطاقة تجاريًا في 2 مايو من نفس العام.

## التكلفة
بلغت التكلفة النهائية 3.9 مليار دولار، بما في ذلك إجراءات السلامة المطلوبة بعد حادث جزيرة الثلاثة أميال.

## الترخيص
في 16 نوفمبر 2006 تقدمت المحطة بطلب إلى هيئة التنظيم النووي (NRC) بتجديد وتمديد رخصة تشغيل المحطة. منحت الهيئة التجديد في 17 ديسمبر 2008، وتمديد الترخيص من أربعين سنة إلى ستين سنة.